# Ulański cmentarz parafialny św. Michała Archanioła w Zarzecu
Cmentarz św. Miachała Archanioła w Zarzecu Ulańskim – cmentarz administrowany przez Parafię św. Małgorzaty w Ulanie-Majoracie.

## Położenie
Położony na wzniesieniu w dolinie Bystrzycy, na terenie Zarzeca Ulańskiego, jednak po przeciwnej stronie rzeki niż wieś, przy samej granicy z miejscowością kościelną, przy drodze z Ulana. Znajduje się 800 m na zachód od kościoła parafialnego. 

## Historia i etapy budowy
Cmentarz założono na przełomie XVIII i XIX w., w związku z zaprzestaniem pochówków na cmentarzu przykościelnym w Ulanie. W 1908 r. powiększono go i miał kształt zbliżony do prostokąta. W 1849 r. stanął tu drewniany kościółek pw. św. Michała Archanioła. W 1925 r. nekropolię ogrodzono kamiennym murem. Starsza część, o powierzchni ok. 1,5 ha, jest podzielona na pięć nierównych kwater. Na terenie cmentarza znajduje się mogiła zbiorowa żołnierzy Wojska Polskiego i Armii Radzieckiej z 1944 r. Nowsza, północna część ma powierzchnię ok. 1 ha i kształt zbliżony do wydłużonego trójkąta. Od starszej części oddziela ją równoleżnikowa aleja. Nowa kwatera od zachodniego muru jest zabudowywana rzędami nagrobków. 

## Zabytki
- kaplica cmentarna św. Michała Archanioła[3]
- kilkanaście nagrobków z II połowy XIX w., w tym krzyż nagrobny rodziny Mińskich, i I połowy XX w. (stan ok. 1995 r.)

## Drzewostan
W końcu XX w. rosły tu lipy, kasztanowce, brzozy, klon i sosna, głównie wzdłuż alej.